# Thomas Arslan
Thomas Arslan (Braunschweig, 16 luglio 1962) è un regista e sceneggiatore tedesco.

## Filmografia parziale

### Regista e sceneggiatore
- Geschwister - Kardesler (1997)
- Dealer (1999)
- Der schöne Tag (2001)
- Ferien (2007)
- Im Schatten (2010)
- Gold (2013)
- Helle Nächte (2017)
- Verbrannte Erde (2024)